# Base Aérea Militar Malvinas
La Base Aérea Militar Malvinas (BAM MLV) fue una unidad operativa de la Fuerza Aérea Argentina en el Aeródromo Puerto Argentino durante la Guerra de Malvinas. Fue creada el 2 de abril de 1982 en la Operación Rosario y fue disuelta tras la batalla de Puerto Argentino el 14 de junio del mismo año.

## Historia

### Creación
El 2 de abril a las 16:00 horas (UTC-03:00) aterrizaron en Puerto Argentino los primeros aviones de combate, cuatro IA-58 Pucará de la III Brigada Aérea, provenientes de la BAM Río Gallegos.
La Fuerza Aérea Argentina, a través del Comando Aéreo de Transporte (CAT), estableció un puente aéreo que sostuvo logísticamente a la Guarnición Militar Malvinas.
El 1 de mayo de 1982, la Fuerza de Tareas británica, mediante aviones Vulcan y Harrier, ejecutó un ataque sobre la BAM Malvinas.

### Operación Black Buck

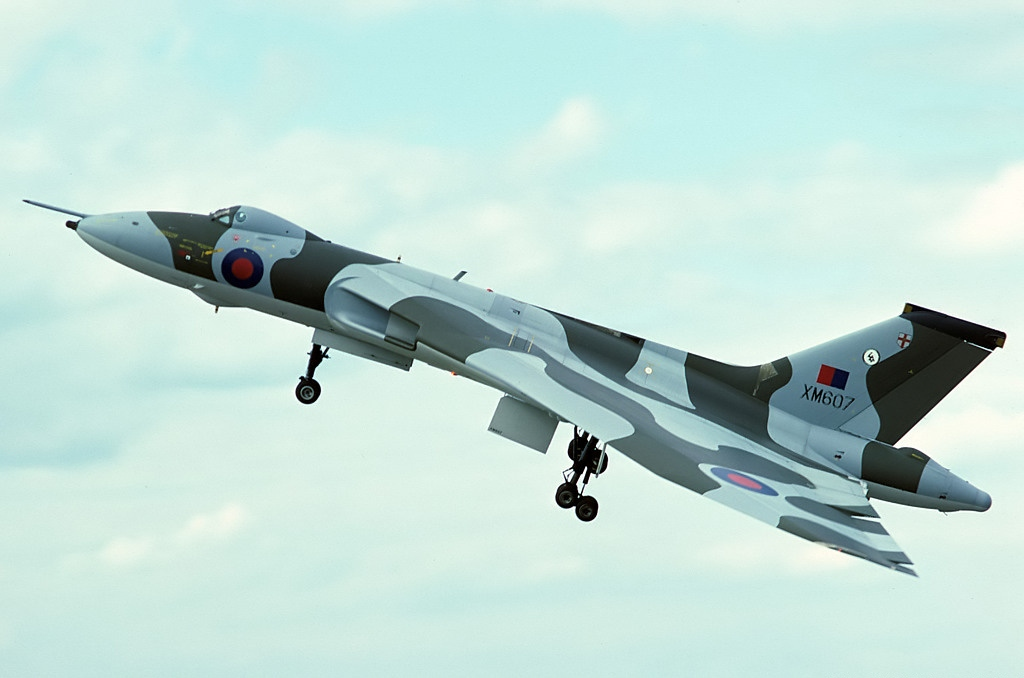
Con bombarderos estratégicos Vulcan, la RAF llevó a cabo la Operación Black Buck

Primero, la Real Fuerza Aérea británica inició la Operación Black Buck, un bombardero Vulcan proveniente de la Base Aérea de la Isla Ascensión arribó a la base a las 04:40 horas (UTC-3) y lanzó 21 bombas de 1000 libras sobre la pista de aterrizaje; de las cuales sólo una acertó en el borde, sin neutralizar la base.

## Plana mayor
La plana mayor de la Base Aérea Militar Malvinas:
- Jefe: comodoro Héctor Destri.
  - Reemplazante: vicecomodoro Gamen.
- Jefe de Operaciones: vicecomdoro Zeoli.
  - Auxiliar: mayor Ianariello.
- Escuadrón Aéreo: mayores Navarro (Pucará) y Posse (helicópteros).
- Escuadrón Base: mayores Rusticcini y Guerrero.
- Escuadrón Técnico: mayor Argente.
- Escuadrón Servicios Generales: vicecomodoro Gimenez Ortiz.
- Jefe del Grupo de Operaciones Especiales: vicecomodoro Correa.
- Jefe de Vigilancia y Control Aéreo: mayor Silva.
- Jefe de Artillería Antiaérea: mayor Hugo Maiorano.
- Jefe de Terminal Aérea: mayor Cardetti.
- Jefe de la Compañía Tropa: capitanes Mena y Rivarola.